# 藪田村 (岐阜県)
藪田村（やぶたむら）は、かつて岐阜県稲葉郡にあった村である。
現在の岐阜市薮田中、薮田東、薮田南などに該当する。
当村発足時は厚見郡の村であったが、郡の合併で稲葉郡の村となった。

## 歴史
- 1889年（明治22年）7月1日 - 町村制により藪田村が発足。
- 1897年（明治30年）4月1日[2] - 厚見郡、各務郡、方県郡の一部が合併して稲葉郡となる。当村は稲葉郡の村となる。
- 1897年（明治30年）4月1日 - 今嶺村、下奈良村、爪村、西庄村と合併し、市橋村が発足。同日藪田村は廃止。